# 3. ŽNL Vukovarsko-srijemska NS Vukovar 2007./08.
Prvenstvo se igralo trokružno. Ligu i plasman u viši razred osvojio je NK Lovas.

## Tablica
| Mj. | Klub             | Sus. | Pobj. | Ner. | Por. | GR.   | Bod.       |
| --- | ---------------- | ---- | ----- | ---- | ---- | ----- | ---------- |
| 1.  | NK Lovas         | 21   | 16    | 1    | 4    | 73:27 | 49         |
| 2.  | NK Negoslavci    | 21   | 14    | 1    | 6    | 57:36 | 43         |
| 3.  | NK Sloga Pačetin | 21   | 11    | 3    | 7    | 66:43 | 36         |
| 4.  | NK Mohovo        | 21   | 11    | 1    | 9    | 43:41 | 34         |
| 5.  | NK Opatovac      | 21   | 7     | 1    | 13   | 33:51 | 22         |
| 6.  | NK Tompojevci    | 21   | 7     | 1    | 13   | 42:55 | 22         |
| 7.  | NK Petrovci      | 21   | 8     | 2    | 11   | 47:60 | 22 (-4) ↓1 |
| 8.  | NK Lipovača      | 21   | 4     | 2    | 15   | 33:81 | 14         |

## Rezultati
| NK Tompojevci - NK Sloga Pačetin 6:2 NK Opatovac - NK Negoslavci 3:0 NK Petrovci - NK Lovas 4:2 NK Mohovo - NK Lipovača 5:1     | NK Lipovača - NK Lovas 1:6 ↓2 NK Negoslavci - NK Tompojevci 4:3 NK Mohovo - NK Opatovac 1:0 NK Sloga Pačetin - NK Petrovci 3:0 | NK Petrovci - NK Negoslavci 0:3 NK Tompojevci - NK Mohovo 2:1 NK Opatovac - NK Lipovača 3:0 NK Lovas - NK Sloga Pačetin 1:2    |
| NK Lipovača - NK Sloga Pačetin 4:11 ↓3 NK Mohovo - NK Petrovci 1:0 NK Opatovac - NK Tompojevci 2:3 NK Negoslavci - NK Lovas 1:4 | NK Sloga Pačetin - NK Negoslavci 0:3 NK Lovas - NK Mohovo 2:0 NK Petrovci - NK Opatovac 4:2 NK Tompojevci - NK Lipovača 5:1    | NK Opatovac – NK Lovas 3:4 NK Lipovača – NK Negoslavci 0:4 NK Tompojevci – NK Petrovci 4:3 NK Mohovo – NK Sloga Pačetin 3:1    |
| NK Sloga Pačetin – NK Opatovac 5:1 NK Negoslavci – NK Mohovo 1:1 NK Petrovci – NK Lipovača 4:2 NK Lovas – NK Tompojevci 1:1     | NK Lipovača - NK Mohovo 2:0 ↓4 NK Sloga Pačetin - NK Tompojevci 5:3 NK Lovas - NK Petrovci 1:3 NK Negoslavci - NK Opatovac 6:1 | NK Tompojevci - NK Negoslavci 2:4 NK Petrovci - NK Sloga Pačetin 1:1 NK Opatovac - NK Mohovo 1:3 NK Lovas - NK Lipovača 3:0    |
| NK Lipovača - NK Opatovac 3:1 ↓5 NK Mohovo - NK Tompojevci 2:1 NK Negoslavci - NK Petrovci 2:1 NK Sloga Pačetin - NK Lovas 1:2  | NK Negoslavci - NK Sloga Pačetin : NK Mohovo - NK Lovas : NK Opatovac - NK Petrovci : NK Lipovača - NK Tompojevci :            | NK Lipovača - NK Tompojevci 3:2 NK Opatovac - NK Petrovci 3:1 NK Mohovo - NK Lovas 1:5 NK Negoslavci - NK Sloga Pačetin 2:1    |
| NK Sloga Pačetin – NK Mohovo 6:3 NK Petrovci – NK Tompojevci 1:0 NK Negoslavci – NK Lipovača 1:2 NK Lovas – NK Opatovac 3:0     | NK Tompojevci – NK Lovas 0:1 NK Mohovo – NK Negoslavci 2:1 NK Opatovac – NK Sloga Pačetin 0:0 NK Lipovača – NK Petrovci 2:2 ↓6 | NK Tompojevci - NK Sloga Pačetin 2:3 NK Mohovo - NK Lipovača 5:0 NK Petrovci - NK Lovas 3:5 NK Opatovac - NK Negoslavci 0:1    |
| NK Lipovača - NK Lovas 1:4 ↓7 NK Sloga Pačetin - NK Petrovci 8:1 NK Negoslavci - NK Tompojevci 5:1 NK Mohovo - NK Opatovac 1:6  | NK Opatovac - NK Lipovača 2:1 NK Petrovci - NK Negoslavci 3:6 NK Lovas - NK Sloga Pačetin 5:1 NK Tompojevci - NK Mohovo 0:5    | NK Lipovača - NK Sloga Pačetin 2:2 ↓8 NK Mohovo - NK Petrovci 5:1 NK Opatovac - NK Tompojevci 3:0 NK Negoslavci - NK Lovas 1:3 |
| NK Lovas - NK Mohovo 5:0 NK Petrovci - NK Opatovac 3:0 NK Sloga Pačetin - NK Negoslavci 5:2 NK Tompojevci - NK Lipovača 2:0     | NK Tompojevci - NK Petrovci 3:1 NK Opatovac - NK Lovas 0:9 NK Lipovača - NK Negoslavci 2:4 NK Mohovo - NK Sloga Pačetin 2:1    | NK Lovas - NK Tompojevci 6:1 NK Sloga Pačetin - NK Opatovac 3:0 ↓9 NK Petrovci - NK Lipovača 9:6 NK Negoslavci - NK Mohovo 3:1 |